# Черкесский конный полк
Черкесский конный полк — национальная (туземная) кавалерийская часть Русской императорской армии

## История
Полк сформирован 23 августа 1914 года из горцев Кубанской области. Полк имел четырехсотенный состав и насчитывал 22 офицеров, 3 военных чиновников, 1 полкового муллы, 575 строевых нижних чинов (всадников) и 68 нестроевых нижних чинов. В каждой сотне 128 всадников. 1-я сотня состояла из черкес Екатеринодарского отдела, 2-я сотня состояла из черкес Майкопского отдела, 3-я сотня состояла из карачаевцев, черкес, абазинцев и ногайцев Баталпашинского отдела, 4-я сотня состояла из абхазцев Сухумского округа.
После февральской революции председатель дивизионного комитета Кавказской туземной конной дивизии Султан Крым-Гирей не поддержал корниловское восстание. В 1918 году полк был переименован в 1 Черкесский конный полк и вошёл в 1 Конную дивизию Добровольческой армии.

## Командиры полка
- 23.08.1914 — 09.08.1917 — подполковник затем полковник Чавчавадзе Александр Захарьевич
- 1917 Султан Крым-Гирей[4]

## Знамя полка
Пожалован 21 января 1916 года простой штандарт образца 1900 года. Кайма красная, шитьё серебряное. Навершие образца 1857 года (армейское) высеребренное. Древко тёмно-зелёное с высеребренными желобками. Государственный герб. Штандарт был пожалован, но до полка, не дошёл, так как к октябрю 1916 года он ещё не был изготовлен.

## Шифровка на погонах
Буквы «Чр» жёлтого цвета

## Форма полка
Чёрные колпак, погоны, красный башлык,

## Интересное
В составе Абхазской сотни Черкесского конного полка воевал всадник африканского происхождения.